# Guadalupe Nettel
Guadalupe Nettel és una escriptora mexicana, guanyadora del Premi Herralde de 2014 i del premio relato Ribera del Duero 2013. La seva obra ha estat traduïda a 17 llengües. Va obtenir un doctorat en Ciències del Llenguatge a l'EHESS de París. Ha col·laborat en revistes i publicacions com Granta, The White Review, El País, The New York Times en Espanyol, La Repubblica i La Stampa, entre d'altres. És directora de la Revista de la Universitat de la Universitat Nacional Autònoma de Mèxic (UNAM).

## Obra publicada en castellà

### Contes
- Juegos de artificios (1993), Instituto Mexiquense de Cultura
- Les jours fossiles (2003), Éditions de l'Éclose
- Pétalos y otras historias incómodas (2008), Anagrama
- El matrimonio de los peces rojos (2013), Páginas de Espuma

### Novel·la
- El huésped (2006), Anagrama
- El cuerpo en que nací (2011), Anagrama
- Después del invierno (2014), Anagrama
- La hija única (2020), Anagrama

### Assaig
- Para entender a Julio Cortázar (2008), Nostra Ediciones
- Octavio Paz. Las palabras en libertad (2014), Taurus